# Garry Gross

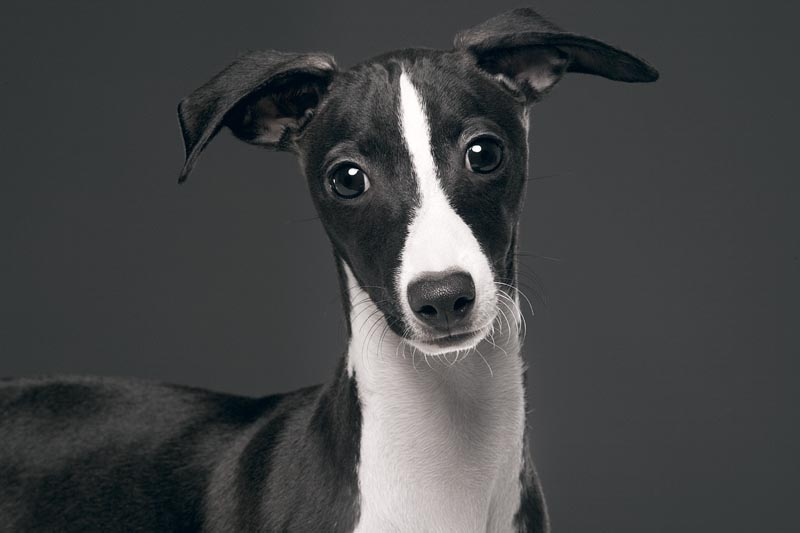
Garry Gross: Leo, digitální tisk, 2004

Garry Gross (6. listopadu 1937, Bronx, New York, USA – 30. listopadu 2010) byl americký módní fotograf, který se specializoval na portrétování psů.

## Život a dílo
Narodil se v New Yorku a svou kariéru komerčního fotografa začal s fotografy jako byli Francesco Scavullo a James Moore, studoval s mistrem fotografie Lisette Model a Richardem Avedonem. Jeho fotografie módy a krásy vycházely v mnoha módních časopisech a jeho práce se objevily na obálkách časopisů jako například GQ, Cosmopolitan nebo New York Magazine. Mezi osobnosti, které Gross fotografoval, patří Calvin Klein, Gloria Steinem, Whitney Houston nebo Lou Reed.
Studoval u společnosti Animal Behavior Center of New York, v roce 2002 se stal certifikovaným cvičitelem psů, čehož využil při fotografování výtvarných portrétních snímků psů. Jeho posledním projektem byla rozsáhlá série portrétů starších psů, kterou aktivně podporoval charity, které podporují záchranářské a starší psy.
Za svá díla obdržel ocenění od společnosti Art Directors Club a the Advertising Club of New York.
Zemřel na srdeční infarkt ve svém domě v Greenwich Village poblíž New Yorku 30. listopadu 2010.